# الحكامنة
قرية الحكامنة هي إحدى القرى التابعة لمركز بنى سويف في محافظة بني سويف في جمهورية مصر العربية. حسب إحصاءات سنة 2006، بلغ إجمالي السكان في الحكامنة 8958 نسمة، منهم 4710 رجل و4248 امرأة.